# Orthosia variabilis
Orthosia variabilis är en kinesik fjärilsart som beskrevs av Wang och Chen 1995. Arten ingår i släktet Orthosia och familjen nattflyn. Typen hittades 1986 i Baishui i Gansu. Arten påminner om Orthosia lizetta.